# Partido Nacional del Trabajo (1938)
El Partido Nacional del Trabajo (Národní strana práce) fue uno de los dos partidos con el mismo nombre en Checoslovaquia. Fue fundado el 11 de diciembre de 1938 como una fusión del Partido Socialdemócrata Checo con el ala izquierda del Partido Nacionalsocialista Checoslovaco. El propósito del partido era unificar la izquierda no comunista y, en el marco de la Segunda República Checoslovaca, funcionar como una oposición democrática contra las tendencias autoritarias del Partido de la Unidad Nacional, que constituía el gobierno. Un partido con el mismo nombre (Národní strana práce) había existido previamente en Checoslovaquia desde 1925 hasta 1930.
El Partido Nacional del Trabajo se vio obligado a disolverse a finales de marzo de 1939, luego de la desaparición de Checoslovaquia como estado independiente.
Los 38 miembros de la Cámara de Diputados de Checoslovaquia pertenecían al Partido Nacional del Trabajo. Estos fueron Ján Bečko, Rudolf Bechyně, Ferdinand Benda, Karel Brožík, Ivan Dérer, František Dlouhý, Josef Ešner, Antonín Hampl, Jaroslav Hladký, Rudolf Chalupa, Václav Jaša, Marie Jurnečková-Vorlová, Robert Klez, Janf Koz, Janf Kok, Josef Kof Felix Kučera, Jaroslav Kučera, Alois Langer, Bohumil Laušman, Josef Macek, Josef Mareš, Ivan Markovič, Alfréd Meissner, Karel Moudrý, Jaromír Nečas, František Němec, František Neumeister, František Nový, Jafé Pikk, Antonf, Pjubk, Antonf , Ferdinand Richter, Antonín Srba, Josef Stivín, Rudolf Tayerle, František Tymeš y Leopold Vaverka.
Los 19 miembros del Senado de Checoslovaquia pertenecían al Partido Nacional del Trabajo. Éstos fueron Vilém Brodecký, Felix Časný, Vojtěch Dundr, Rudolf Havlík, Josef Chalupník, Betty Karpíšková, Tomáš Korvas, Emma Koutková, Alois Kříž, Rudolf Macek, František Modráček, František Fürti, Frati, Franti, Franti, Franti, Frati, Franti, Franti, Franti, Franti, Frati, Franti, Franti, Franti, Franti, Frati, Frati, Franti, Frati, Frati, Frati, Frati. František Vácha, Arnošt Winter y František Zimák.